# Lilleman
Daniel Alexander Cvetkovic, mer känd under sitt artistnamn Lilleman, född 17 mars 1986 i Sofielunds församling i Malmöhus län, är en svensk rappare. Cvetkovic har inte bara blivit framstående genom sitt medlemskap i hiphop-gruppen Advance Patrol,  utan har även skapat en framgångsrik solokarriär. Ett av hans mest uppmärksammade verk är låten "Vart tog pappa vägen", som blev en hit år 2001.

## Unga år
Cvetkovic föddes och växte upp i Lindängen i Malmö. Hans intresse för att skriva texter väcktes efter att ha inspirerats av The Latin Kings andra album, I skuggan av betongen, vid blott 11 års ålder. Det var vid den tiden han också för första gången mötte Gonza Blatteskånska på Lindängens fritidsgård. Deras gemensamma passion för musiken ledde till ett nära samarbete där de började skriva låtar tillsammans. Efter en tid fick Cvetkovic möjlighet att gå med i Advance Patrol vilket markerade starten på hans framträdande inom musikscenen. Senare bildade Cvetkovic och hans AP-kollega Rodde ett samarbete utanför gruppen och fortsatte att skapa musik tillsammans.

## Karriär
Genom sin vän Said fick Lilleman kontakt med producenten Bushman och de spelade in en låt tillsammans. Detta ledde till ett fortsatt samarbete där Lilleman spelade in sina första låtar, som Bushman sedan presenterade för skivbolagen.
Lilleman debuterade med albumet "Tonårstankar" på skivbolaget Sprinkler år 2001, och slog igenom med låtarna "Vart tog Pappa vägen" och "Tonårstankar". Hans andra album "Mina Tankar", med singlarna "Trasiga Skor" och "Bara 16 år", släpptes sedan på skivbolaget Sonet/Universal.

## Diskografi
- 2002 – Mina tankar
- 2002 – Tonårstankar Version 2
- 2007 – Helt Tankad